# Moeda da Grécia Antiga

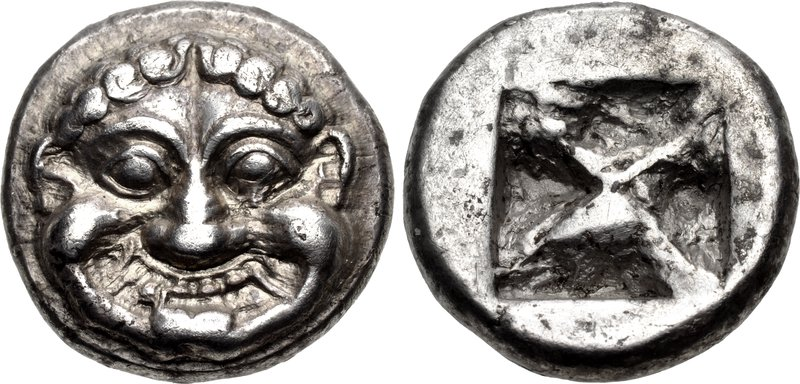
Uma das moedas mais antigas de Atenas, c. 545–525/515 aC

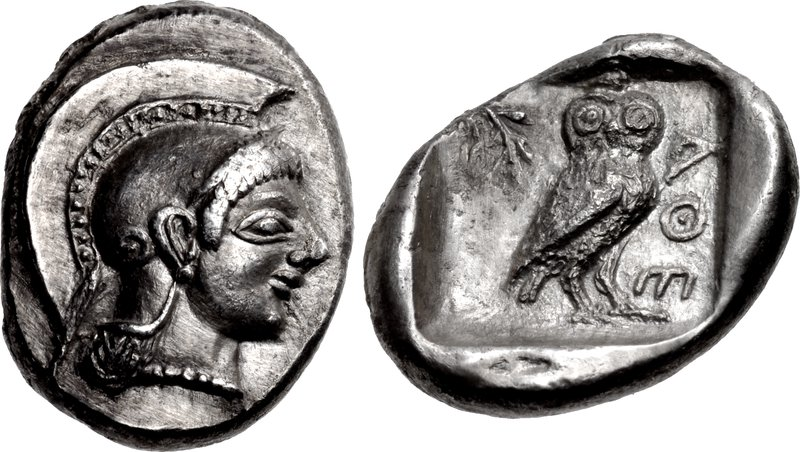
Moeda arcaica de Atenas com efígie da deusa padroeira da pólis no anverso, e ramo de oliveira, coruja e, iniciais de "Atenas" no reverso. c. 510–500/490 a.C.

A moeda da Grécia antiga possui uma história geralmente dividida (junto com a maioria das outras formas de arte gregas) em quatro períodos: o Arcaico, o Clássico, o Helenístico e o Romano. O período Arcaico se estende desde o surgimento da moeda no mundo grego, no século VII a.C., até as Guerras Persas, por volta de 480 a.C. Então teve início o período Clássico, que durou até as conquistas de Alexandre, o Grande, por volta de 330 a.C., dando início ao período helenístico, estendendo-se até a absorção romana do mundo grego no século I a.C. As cidades gregas continuaram a produzir suas próprias moedas por vários séculos sob o domínio romano. As moedas produzidas durante esse período são chamadas de moedas provinciais romanas ou moedas imperiais gregas.

## Padrões de peso e denominações
Os três padrões mais importantes do antigo sistema monetário grego eram o padrão ático, baseado no dracma ateniense de 4,3 gramas de prata, o padrão coríntio baseado no estáter de 8,6 g de prata, que era subdividido em três dracmas de prata de 2,9 g, e o estáter ou didracma egineto de 12,2 g, baseado em um dracma de 6,1 g. A palavra dracma significa literalmente "agarrar um punhado". Os dracmas eram divididos em seis óbolos (palavra grega para haste), e seis hastes formavam um "punhado". Isso sugere que, antes do uso da moeda na Grécia, as hastes, em tempos pré-históricos, eram usadas como medida nas transações diárias. Em tempos arcaicos, pré-numismáticos, o ferro era valorizado na fabricação de ferramentas e armas duráveis, e sua fundição em forma de haste pode ter representado, na verdade, uma forma de lingote transportável, que eventualmente se tornou volumosa e inconveniente após a adoção de metais preciosos. Devido a esse mesmo aspecto, a legislação espartana proibiu a emissão de moedas e impôs o uso de lingotes de ferro, chamados pelanoi, a fim de desencorajar a avareza e o acúmulo de riquezas.
O óbolo foi subdividido em tetartemorioi (singular: tetartemorion), que representava 1⁄4 do óbolo, ou 1⁄24 do dracma. Esta moeda (que se sabe ter sido cunhada em Atenas, Cólofon e várias outras cidades) é mencionada por Aristóteles como a menor moeda de prata.:237 Vários múltiplos desta denominação também foram cunhadas, incluindo o trihemitetartemorion (literalmente três meio-tetartemorioi) avaliado em 3⁄8 de um óbolo.:247

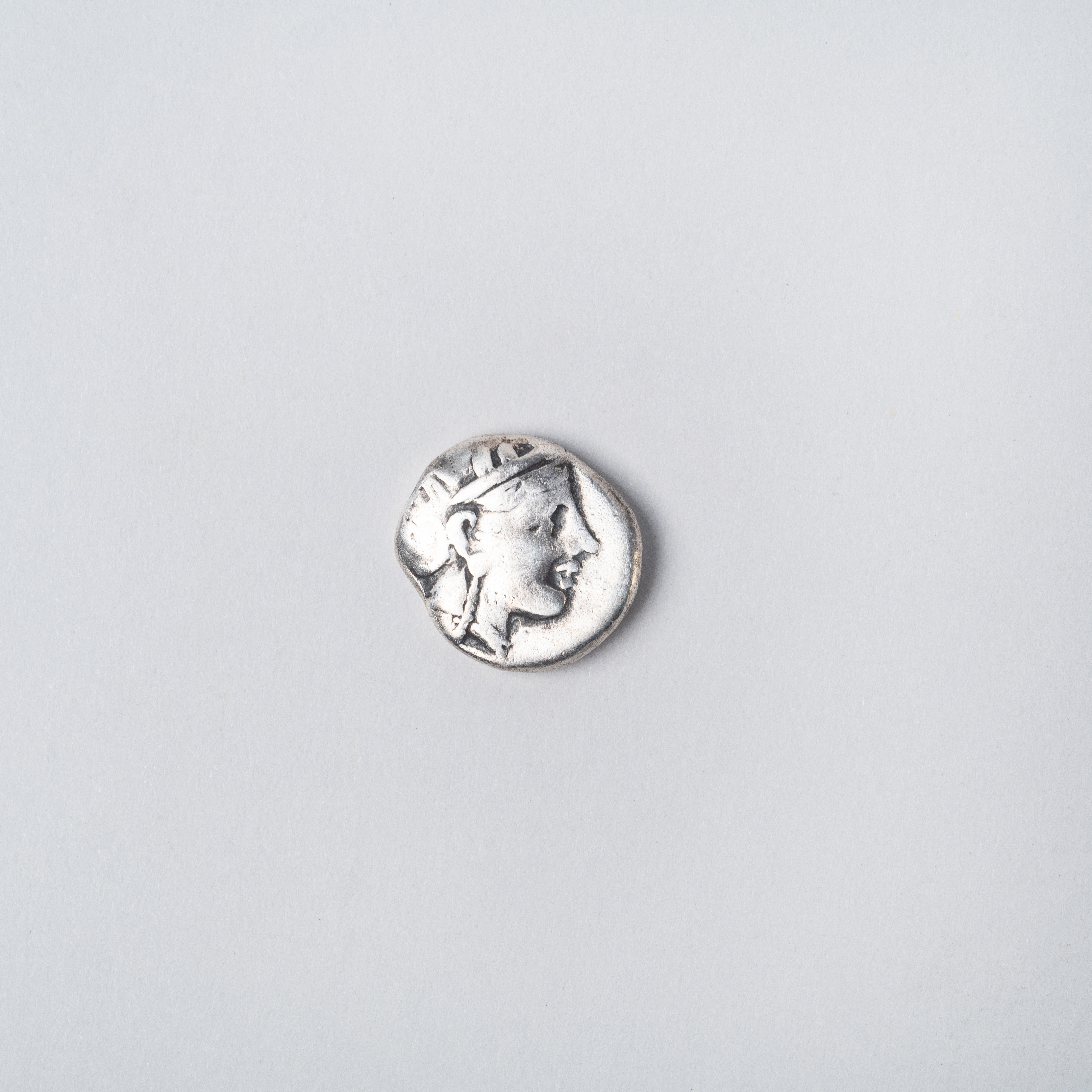
Moeda Trióbolo cunhada. Casa Museu eva klabin

## Cunhagem

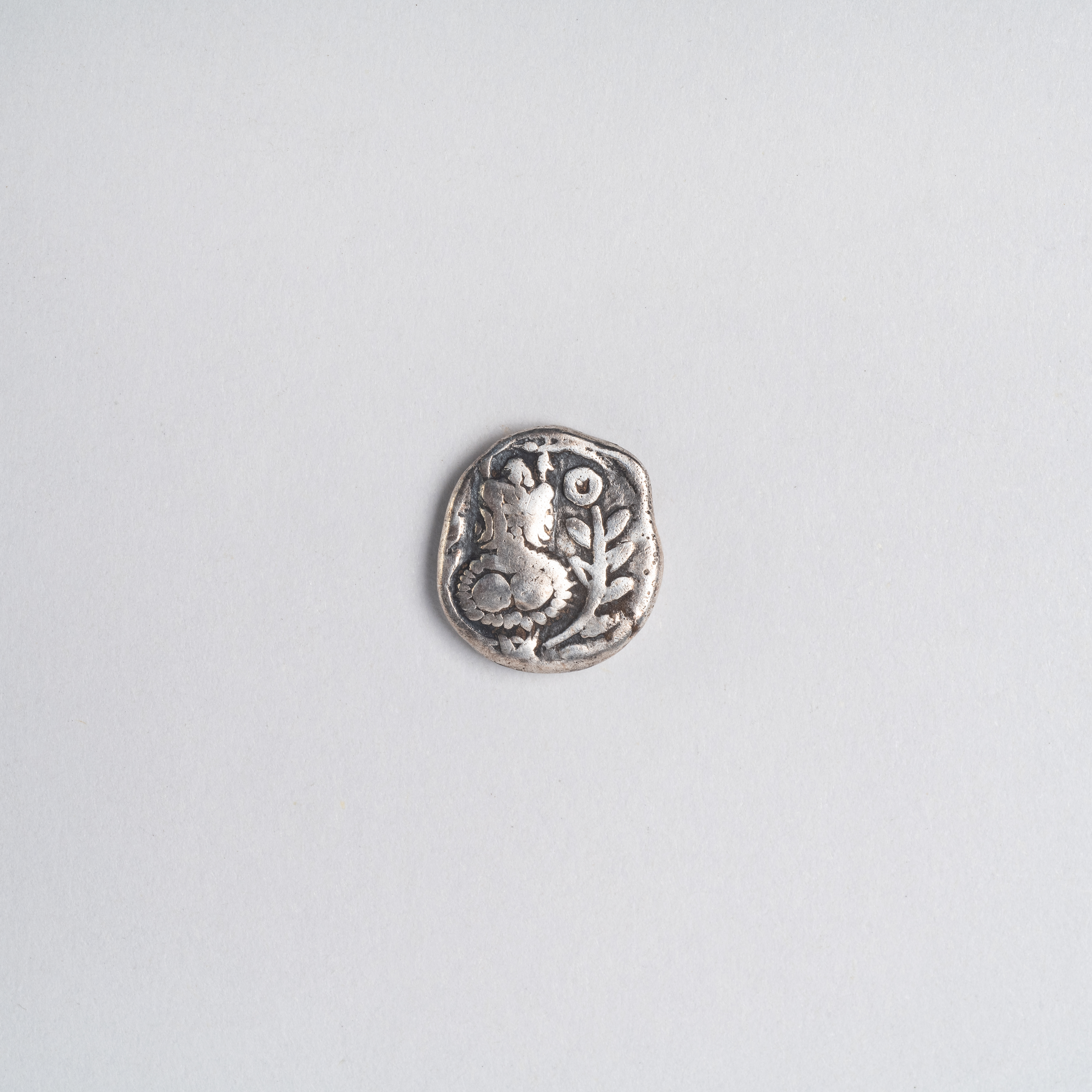
Moeda trióbolo cunhada, verso. Casa Museu eva klabin.

Todas as moedas gregas eram feitas à mão, em vez de usinadas como as moedas modernas. Os desenhos do anverso e do reverso eram esculpidos em um bloco de bronze ou possivelmente ferro, chamado matriz. Um disco em branco de ouro, prata ou eletro era fundido em um molde e então colocado entre as matrizes, possivelmente aquecido previamente, então o fabricante de moedas batia com força na matriz superior com um martelo, imprimindo assim os desenhos no metal.